# Alister McMullin

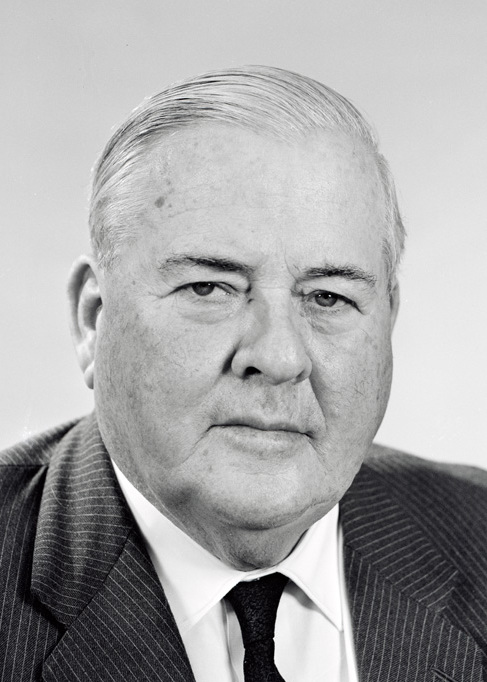
Sir Alister McMullin (1969)

Hon. Sir Alister Maxwell McMullin, KCMG (* 14. Juli 1900 in Bingeberry, Hunter Valley, New South Wales; † 7. August 1984 in Scone, New South Wales) war ein australischer Politiker der Liberal Party of Australia, der unter anderem von 1951 bis 1971 Bundessenator für New South Wales sowie zwischen 1953 und 1971 Präsident des australischen Senats war. Er hatte mit fast 18 Jahren die bislang längste Amtszeit unter den Senatspräsidenten und fungierte zudem von 1966 bis 1977 als Kanzler der University of Newcastle.

## Leben
Alister Maxwell McMullin, Sohn von W. G. McMullin, war als Viehzüchter tätig und engagierte sich zwischen 1928 und 1931 sowie erneut von 1935 bis 1940 als Mitglied des Ausschusses für den Schutz von Weidegebieten im lokalen Verwaltungsgebiet Upper Hunter Shire und war zudem zwischen 1935 und 1940 Vorsitzender des Verwaltungsrates des Vorsitzender des Scott Memorial Hospital. Er war Gründungsmitglied der Liberal Party of Australia, Vorsitzender der Wahlkreiskonferenz Liberal Party für den Bundeswahlkreis „Paterson“ sowie zeitweilig Mitglied des Rates von Upper Hunter Shire. Nach Beginn des Zweiten Weltkrieges wurde er im Juli 1940 als Kanonier zum Kriegsdienst in der Second Australian Imperial Force (2nd AIF) eingezogen und wechselte im Januar 1941 zur Royal Australian Air Force (RAAF), in der er im Oktober 1942 zum Hauptmann (Flight Lieutenant) befördert wurde. Er war unter anderem vom 1. Juni 1944 bis 20. Juli 1944 Kommandeur der neu gegründeten 42. Staffel (No. 42 Squadron RAAF) und wurde nach Kriegsende am 22. Februar 1946 demobilisiert.
Als Nachfolger von William Large von der Australian Labor Party (ALP) wurde McMullin am 28. April 1951 erstmals Bundessenator für New South Wales und gehörte diesem nach seinen Wiederwahlen 1953, 1958 und 1964 bis zum 30. Juni 1971 an, woraufhin sein Parteifreund John Carrick neuer Bundessenator wurde.

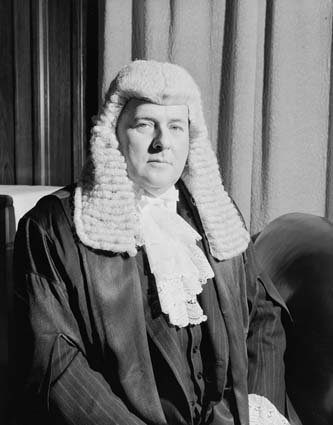
Alister McMullin als Präsident des australischen Senats (1953)

Am 8. September 1953 wurde Alister McMullin Nachfolger seines Parteifreundes Edward Mattner als Präsident des australischen Senats und bekleidete dieses Amt bis zum 30. Juni 1971, woraufhin sein Parteifreund Magnus Cormack neuer Senatspräsident wurde. Er hatte mit fast 18 Jahren die bislang längste Amtszeit unter den Senatspräsidenten. Zugleich war er kraft Amtes vom 8. September 1953 bis zum 30. Juni 1971 Vorsitzender des Ständigen Hauptausschusses des Senats sowie Vorsitzender der Ständigen Senatsausschüsse für die Parlamentsbibliothek und für Geschäftsordnung. 
McMullin war von 1954 bis 1964 mit Unterbrechungen Mitglied sowie zwischen 1959 und 1960 Präsident des Generalrates der Commonwealth Parliamentary Association (CPA), eine 1911 als Empire Parliamentary Association gegründete und 1948 in den heutigen Namen umbenannte Organisation, die sich für eine gute Regierungsführung, Demokratie und Menschenrechte in den Ländern des Commonwealth of Nations einsetzt. Er war zudem vom 29. Februar 1956 bis 18. Februar 1959 Vorsitzender des Gemeinsamen Ausschusses für die Übertragung von Parlamentssitzungen und zwischen dem 11. Oktober 1960 und dem 23. März 1961 zunächst Mitglied des Interimsrates sowie im Anschluss vom 23. März 1961 bis zum 30. Juni 1971 Mitglied des Rates der National Library of Australia (NLA), der Nationalbibliothek von Australien. Für seine Verdienste wurde er am 13. Juni 1957 als Knight Commander des Order of St Michael and St George (KCMG) geadelt, so dass er fortan das Prädikat „Sir“ führte. Außerdem fungierte er vom 10. Dezember 1965 bis zum 29. September 1969 sowie erneut zwischen dem 3. März 1970 und dem 30. Juni 1971 als Vorsitzender des Gemeinsamen Sonderausschusses für das Parlamentsgebäude (Parliament House). 1966 wurde er des Weiteren Kanzler der University of Newcastle und behielt diese Funktion bis 1977, woraufhin Sir Bede Callaghan ihn ablöste.
Er war seit 1945 mit Thelma Louise Smith verheiratet.